# Maître du Hiéron

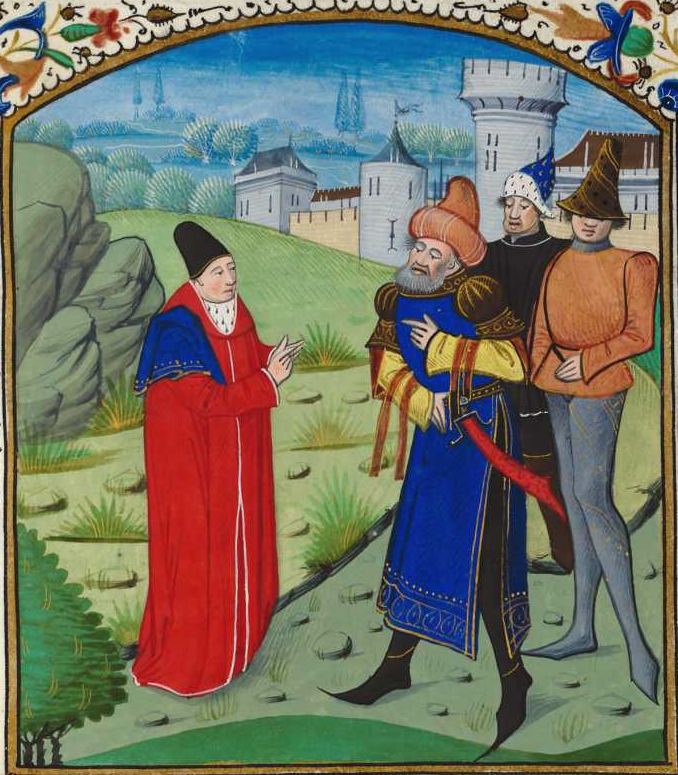
« Dialogue entre Hiéron et Simonide ». Soillot (trad.), Hiéron ou De la Tyrannie (avant 1467), KBR 14642 fol. 10v (détail).

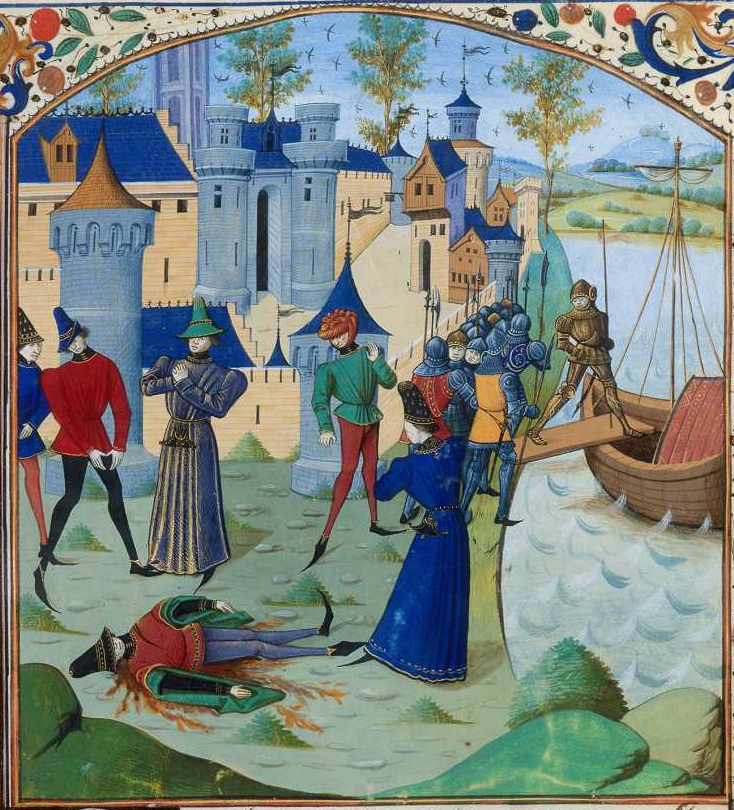
« Assassinat de Iason ». Raoul Lefèvre, Recueil des histoires de Troie, BnF 59 fol. 12v (détail).

Le Maître du Hiéron est un enlumineur anonyme de la fin du XVe siècle dont le nom de convention vient de sa contribution aux illustrations d'un petit livre de Xénophon intitulé Hiéron ou De la Tyrannie, dans une traduction française réalisée par Charles Soillot à partir de la version latine de Leonardo Bruni. On situe en général son activité à Bruges, sans qu’une preuve n’ait pu corroborer cette hypothèse. Il est présenté aussi comme disciple du Maître d'Antoine de Bourgogne et de Loyset Liédet.

## Éléments de style
Bernard Bousmanne considère que le Maître du Hiéron est un enlumineur poussif et sans grand talent. Il doit sa place aux textes qu’il a illustrés qui sont des écrits importants mais peu diffusés et ignorés par les autres miniaturistes. Le Maître du Hiéron utilise des personnages allongés, mal proportionnés, coiffés de couvre-chefs un peu ridicules en forme de pain de sucre ou qui tombent sur les yeux de ses personnages. Ses architectures et ses paysages sont souvent mal adaptés  et dessinés à la hâte, et manquent de perspective. Certains commentateurs voient en lui un imitateur ou un suiveur de Loyset Liédet pour son goût pour les couleurs vives, mais le Maître du Hiéron ne reproduit pas la verve narrative et les compositions animées de son contemporain. Léon Delaissé a donné, en 1959, à cet artiste le nom de « Maître de la Cyropédie », mais ce miniaturiste n’a jamais illustré un exemplaire de ce texte. Le jugement négatif de Bernard Bousmanne est déjà exprimé, en des termes encore plus négatif, par Gaspar et Lyna qui estiment, à propos notamment des miniatures du manuscrit 9359-9360 de la bibliothèque royale de Belgique, que « l'auteur de ces miniatures est un pâle imitateur de Loyset Liédet ou du Maître d'Antoine de Bourgogne ». 

## Manuscrits illustrés

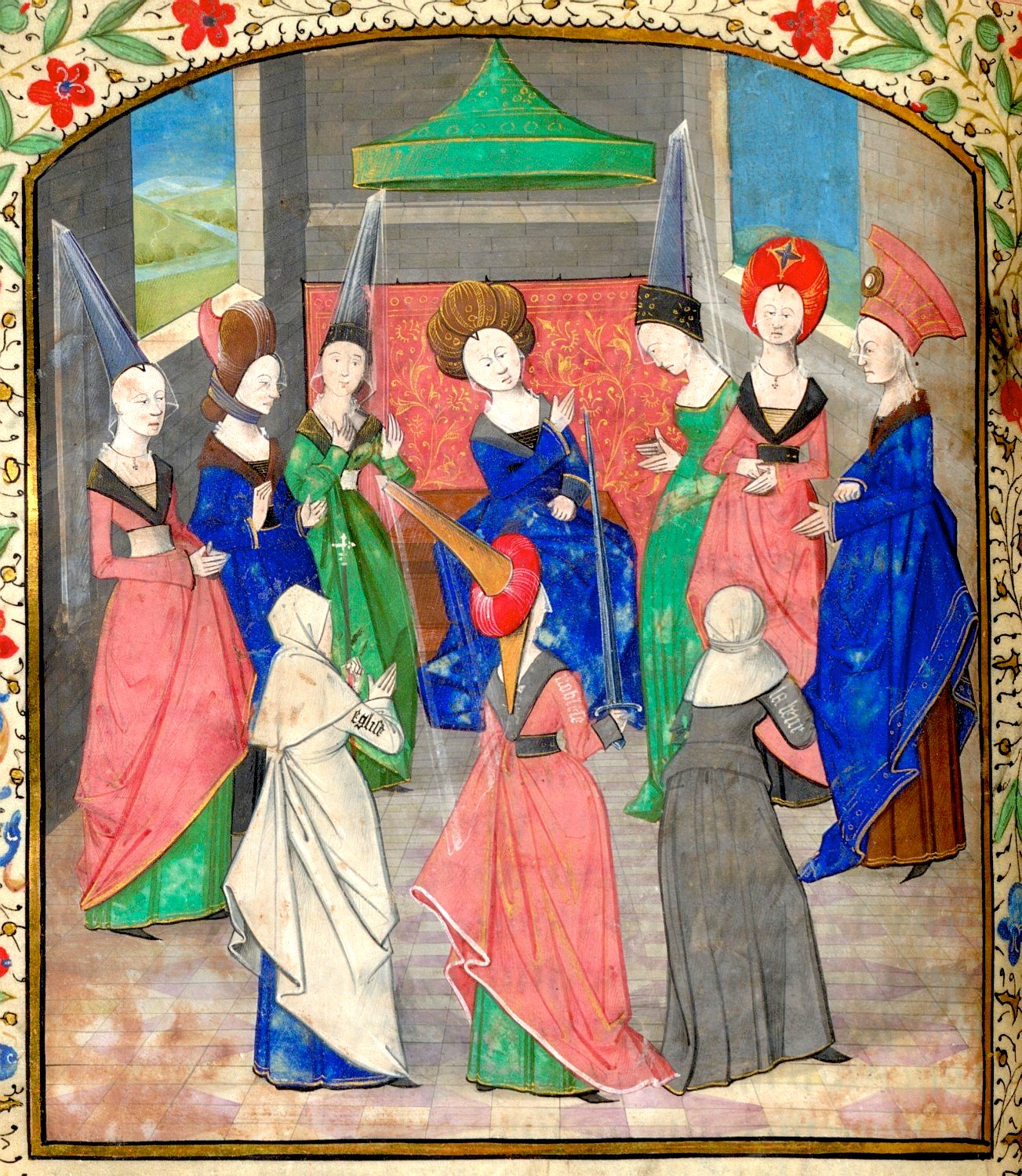
Charles Soillot, Débat de félicité. Ce folio au début du livre 3 présente les trois états (église, noblesse, et travail) en débat devant théologie, logique, arithmétique, géométrie et musique. British Library, Ms. Arundel 71, fol. 39v (détail).

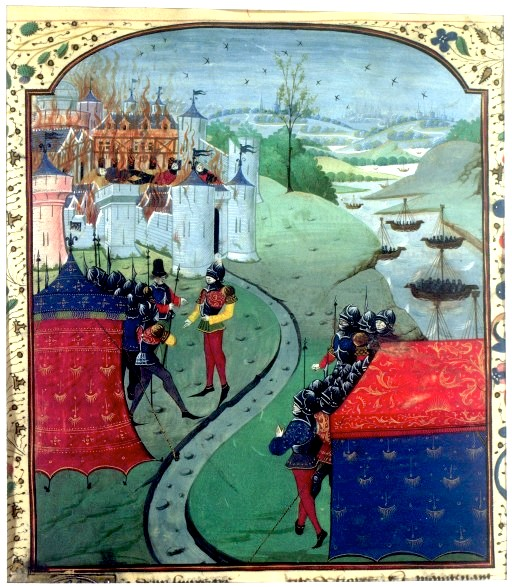
« Incendie de Troie », Raoul Lefèvre, Histoires de Troie, BnF Ms 255 folio 152 (détail).

Les manuscrits qui lui sont attribués, parfois de façon contestable d’ailleurs, se réduisent à une petite dizaine,. Parmi eux, il y a :

### Bibliothèque nationale de France
- Ms fr. 59 :  Raoul Lefèvre, Recueil des histoires de Troie. Il est composé de 325 folios et contient 46 miniatures, dont trente-neuf, en particulier le frontispice, sont du Maître de la Chronique d'Angleterre, les cinq premières (folios 1, 12v, 25v, 26, 31v) sont du Maître du Hiéron et les deux dernières de Philippe de Mazerolles[1].

- Ms fr. 255 : Raoul Lefèvre, Recueil des histoires de Troie, Bruges. Papier; contient une seule miniature, sur velin (Le manuscrit est mutilé :  le premier feuillet des livres I et II a été enlevé[4]).

### Bibliothèque royale de Belgique
- Ms 9253 : Guido delle Colonne, Le Livre de la destruction de Troie, Troisième traduction française. 110 feuillets sur parchemin, 1 miniature : Siège de Troie, la ville en flammes : fol. 7. Bruges, vers 1460.

- Ms 9359-9360 : Deux manuscrits de Sénèque « Des Quatre vertus », traduction de Jean de Courtesuisse, et « Des Remèdes de fortune », traduction de Jacques Bauchant. 51 feuillets. Deux miniatures : aux fol. 1, Laurent de Premierfait offre sa traduction au duc Jean de Berry, et au fol. 33, le copiste du deuxième traité fait hommage de son œuvre à Philippe le Bon[2].  Bruges, vers 1465.

- Ms 9567 : Xenophon, Hiéron ou la tyrannie. Parchemin; 37 feuillets, avant 1467[5]. Ce manuscrit est une copie du manuscrit 14642, comme il ressort de l'étude des lettrines qui ne sont en vogue que plus tardivement[6]. Deux miniatures : Charles Soillot faisant hommage de sa traduction au compte de Charolais (fol. 1) et une évocation du Dialogue de Hiéron et de Simonide (folio 9). Même scènes que pour le manuscrit 14642, avec à chaque fois un personnage en plus.

- Ms 10977-10979 : Traités sur la noblesse[7] D'après les costumes des personnages, l'exécution date d'entre 1460 et 1465. Le recueil est composé de trois textes :

(1) fol. 1-7: Un débat entre trois princes, traduit en français par Jean Miélot, (2) fol. 9-30v : Discussion concernant la noblesse entre P. C. Scipion et G. Flaminius, traduit en français par Jean Miélot, (3) fol. 33-38v : Traité de noblesse de Jacques de Valère, traduit de l’espagnol par Hugues de Salve.
58 feuillets de parchemin. Copie d'un manuscrit antérieur (ms. 9278-80). Trois miniatures : fol. 1 : Débat entre Alexandre, Hannibal et Scipion, arbitré par Minos, un des juges de l’Enfer, fol. 9 : Publius Cornelius et Gayus Flaminius demandent la main de Lucrèce à leur père, fol. 33 : Philippe le Bon remet le collier de la Toison d’Or à un chevalier.
- Ms 14642 : Xénophon, Hiéron ou De la Tyrannie. Bruxelles, KBR, Ms. 14642 (version française de Charles Soillot), Bruges 1464-1467[6],[8]. Ce texte, de 32 folios et de petit format (345 × 172 mm) date d'avant 1467. Il comporte deux miniatures du Maître du Hérion, une scène de présentation en tête du prologue (folio 2) et une évocation du Dialogue de Hiéron et de Simonide (folio 10).

### British Library
- Ms Arundel 71 : Charles Soillot, Débat de félicité, Bruges, entre 1462 et 1467. 3 miniatures d’une demi page, accompagnées de grandes initiales en or sur fond rouge et/ou bleu, et bordures complètes  aux folios 1, 24, 39v. Le folio 39v, au début du livre 3, présente les trois états (église, noblesse, et travail) en débat devant théologie, logique, arithmétique, géométrie et musique.

### Bibliothèque Mazarine
- Ms 338 : Guillaume Durand, Rationale Divinorum Officiorum (version française de Jean Golein), Bruges (?), 1465-1470. Papier. 381 feuillets sur 2 colonnes, 358 × 264 mm. Au premier feuillet, peinture représentant un prêtre, tenant un encensoir ; sur le devant la Synagogue et l'Église ; au fond, deux autres personnages. Au bas du folio 1, les armes de Louis de Bruges, sieur de la Gruthuyse.

Histoires de Troie (BnF Ms. 59)
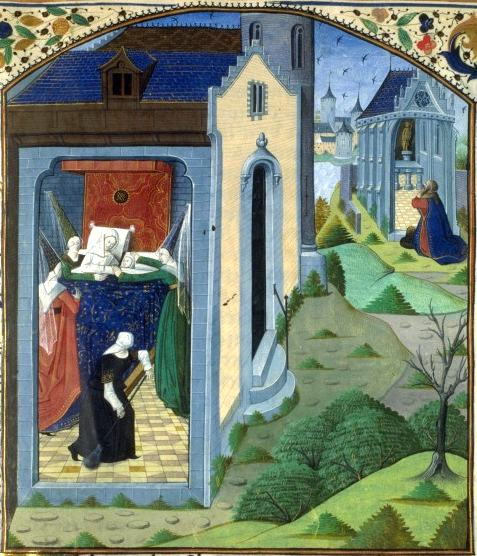
Saturne à l'oracle de Delphes et naissance de Jupiter. fol 1.
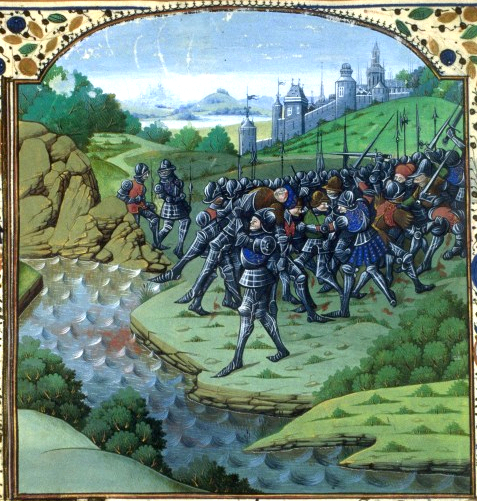
Bataille entre Saturne et Titan.   fol 25v.
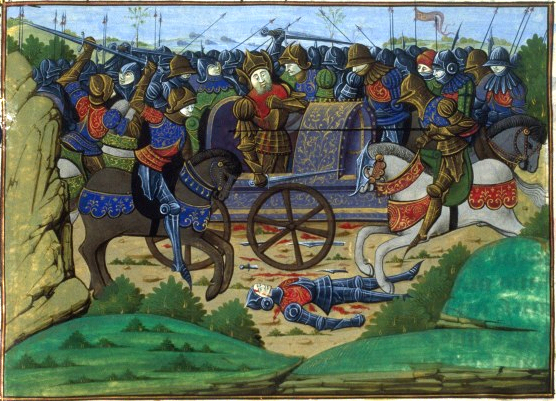
Mort de Titan. fol 26.
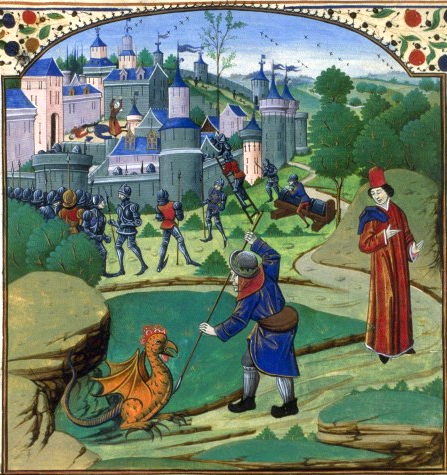
Siège de Paphos et Esculape contemplant le basilic. fol. 31v.